# Concord (empresa de entretenimiento)
Concord es una empresa estadounidense independiente de derechos creativos que desarrolla, gestiona y adquiere grabaciones de sonido, derechos de publicación musical, derechos de representaciones teatrales y contenido narrativo. Es una empresa privada, financiada con capital institucional a largo plazo y miembros del equipo directivo de Concord. Posee derechos sobre más de 1,2 millones  canciones, obras compuestas, obras de teatro, musicales y grabaciones activas.
Con sede en Nashville y oficinas en Los Ángeles, Nueva York, Londres, Berlín, Melbourne y Miami y personal en Auckland, Sydney, Toronto y Tokio, el repertorio de Concord tiene licencia en prácticamente todos los países y territorios del mundo.

## Divisiones

### Publicación de música de Concord
A partir de 2022, la lista activa de Concord Music Publishing incluye The 1975,  Glen Ballard, Fiona Bevan, BIA, Jason Robert Brown, Tofer Brown,  Daft Punk, Davido, Chase + Status, Cautious Clay, Jacob Collier, Denzel Curry, James Earp, Noah Goldstein, Jasper Harris, Ruston Kelly, Tom Kitt, Hillary Lindsey,  Duff McKagan, Lori McKenna, Josh Miller, Justin Parker, Steve Reich, John Adams, Steve Robson, Mark Ronson, Anthony Rossomando, Biff Stannard, Varren Wade, Walshy Fire,  Tion Wayne, Eric Whitacre,Oh Maravilla  y Yola .
El catálogo de compositores y compositores de Concord Music Publishing incluye a Benny Blanco,   Leonard Bernstein  Sammy Cahn,  Phil Collins, Willie Colón, Aaron Copland, John Fogerty, Marvin Hamlisch, Oscar Hammerstein II, Imagine Dragons, Iron Maiden, Robert Johnson, Cyndi Lauper, Jimmy Napes, Pink Floyd, Serguéi Prokófiev, Trent Reznor, Richard Rodgers, Santigold, Joan Sebastian, Pete Seeger, Nikki Sixx, Igor Stravinsky  y Ryan Henificador.
Concord Music Publishing también ha lanzado la nueva empresa de desarrollo creativo y talento con sede en Nashville Hang Your Hat Music, en asociación con la compositora ganadora de GRAMMY®, CMA y ACM Hillary Lindsey.

### Concord Label Group
Concord Label Group está formado por los sellos originales de Concord Music Group en el momento de la fusión de Bicycle Music (de propiedad absoluta Concord / Rounder, Concord Jazz y Fantasy Records ), con Easy Eye Sound y Loma Vista Recordings como empresas conjuntas. Esta área del negocio de Concord también incluye su marca KIDZ BOP y su división de catálogo Craft Recordings . A principios de 2019, la empresa abrió una oficina en Miami para Craft Latino Recordings.
Craft representa los muchos sellos para los que estos artistas grabaron originalmente, incluidos Sugar Hill, Vanguard, Musart, Savoy Jazz, Stax, Vee-Jay, Fania, Independiente y Varese Sarabande. Craft también representa el catálogo REM publicado originalmente bajo Warner Bros. Records.
En septiembre de 2022, Concord adquirió los activos de HitCo Entertainment de LA Reid.

### Concord Theatricals
Concord compró las empresas de licencias teatrales Tams-Witmark  y Samuel French, y luego, combinándose con R&H Theatricals, lanzó su división teatral en 2018. Concord Theatricals brinda servicios a creadores y productores de musicales y obras de teatro con licencias teatrales, publicación de guiones y grabaciones de elenco. También desarrolla, otorga licencias, produce e invierte en musicales y obras de teatro para producción.
El catálogo de licencias teatrales profesionales y amateurs incluye Samuel French, R&H Theatricals y Tams-Witmark, que representan las obras de Jerome Kern, Irving Berlin, George & Ira Gershwin, Rodgers and Hart, Cole Porter, Kurt Weill, Rodgers and Hammerstein, Jule Styne, Comden y Green, Charles Strouse y Lee Adams, Cy Coleman, Jerry Herman, Kander y Ebb y Marvin Hamlisch, y espectáculos y canciones de los compositores de teatro musical Lin-Manuel Miranda, Adam Guettel, Jason Robert Brown, Shaina Taub y Michael John LaChiusa.
Concord Theatricals también otorga licencias para cientos de musicales de Broadway, incluidos El mago de Oz, A Chorus Line , Hello Dolly, Bye Bye Birdie, Dreamgirls, Hair, Gypsy , SIX  , Bob Esponja el musical  y Hadestown  .